# Mordenita
La mordenita es un mineral de la clase de los tectosilicatos, y dentro de esta pertenece al llamado “grupo de las zeolitas”. Fue descubierta en 1864 en la pequeña localidad de Morden de la bahía de Fundy en el condado de Kings, en Nueva Escocia (Canadá), siendo nombrada así por el nombre de la localidad donde se encontró. Un sinónimo poco usado es el de arduinita.

## Características químicas

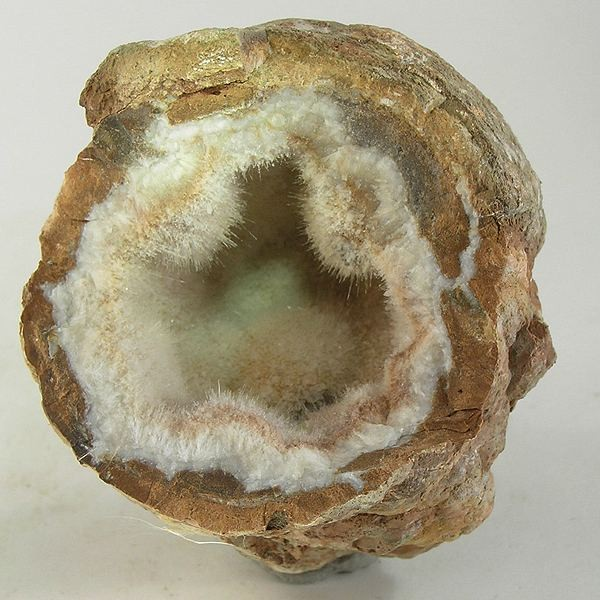
Fibroso en cavidad.

Es un tectosilicato que, como todas las zeolitas, es aluminosilicato, de sodio, calcio y potasio, hidratado.
Parece ser que en la naturaleza existe una variedad de morgenita enriquecida en potasio.
Además de los elementos de su fórmula, suele llevar como impurezas el elemento magnesio.

## Formación y yacimientos
Se encuentra en rocas ígneas de tipo andesita, formando vetas y cavidades amigdaloides. Aparece también como producto secundario de la hidratación de vidrio volcánico. En sedimentos aparece como mineral autigénico.
Suele encontrarse asociado a otros minerales como: zeolitas, calcita, caolinita o glauconita.